# 토모나가 아카네
토모나가 아카네(일본어: 友永 朱音 ともなが あかね[*]/Akane Tomonaga , 1974년 12월 2일 ~ )는 일본의 여자 성우다. 도쿄도 출신이며 소속사는 엑셀원이다.

### TV 애니메이션
1992년
- 크레용 신짱 (웨이트레스)

1996년
- 드래곤볼GT (영화의 미녀)
- 미소녀전사 세일러문 세일러 스타즈 (스미레역, 외)
- 지옥선생 누베 (토모코, 외)

1997년
- 중화일미! (여자아이역, 외)

2005년
- 장금이의 꿈 (해녀, 요니, 타요, 여관, 소녀)
- 라무네 (나카사토 히카리)

2006년
- 쓰르라미 울 적에 (아이무라, 너스, 외)

2007년
- 쓰르라미 울 적에 해답편 (간호사)

2008년
- 웰베르 이야기 ~Sisters of Wellber~ 제2막 (일가)
- 연희무쌍 (가후)
- 카오스;헤드 (세이라 오르젤)

2014년
- 그리자이아의 과실 (카자미 카즈키)

2015년
- 그리자이아의 미궁 (카자미 카즈키)
- 그리자이아의 낙원 (카자미 카즈키)

### OVA
2004년
- 푸른바다의 트리스티아 (라팔)

2006년
- _summer (시마즈 와카나)

### 극장판 애니메이션
2006년
- 크레용 신짱 전설을 부르는 춤춰라! 아미고! (원아)

### 게임
1999년
- 멘 앳 워크 (아이리)

2000년
- Twin Way ~한 순간의 시간 속에서…~ (나카야마 사유미)
- 동창회 메모리얼 패키지 (와카바야시 아유)
- 멘 앳 워크!2 ~헌터 아카데미에 어서오세요~(파랜드 택틱스FX) (아이리)
- Canvas ~세피아 색의 모티브~ (사쿠라즈카 렌)
- 이타다키 쟝가리안 (쿠마가이 아야코) : 아오야마 유카리 (青山ゆかり) 명의

2001년
- NAKED BLUE ~Canvas Wallpaper Collection~ (사쿠라즈카 렌)
- 동창회 again (와카바야시 아유)
- 환린의 희장군 (카리안, 실피아 루한스) : 아오야마 유카리 (青山ゆかり) 명의
- Missing Blue (카스가 미즈키)
- 동창회 refrain (와카바야시 아유)
- THE 연애 시뮬레이션2 ~만남~ (야하기 나츠미)
- Pia캐롯에 어서오세요!!3 PC판 (키노시타 사토미) : 이노우에 유카 (井上ゆうか) 명의

2002년
- 이중영 PS·DC판 (이르, 스이)
- 푸른 바다의 트리스티아 (라팔, 미라쥬)
- 로맨스는 검의 빛II (스피카 스타라이트)
- 월양염 (아리마 미즈키) : 아오야마 유카리 (青山ゆかり) 명의
- 첫사랑 (시이나 유스미) : 아오야마 유카리 (青山ゆかり) 명의
- 싸움 여신2 ~사라진 기억으로의 진혼가~ (로카 루스코트, 블랙 에우슈리) : 아오야마 유카리 (青山ゆかり) 명의

2003년
- Pia캐롯에 어서오세요!!3 DC·PS2판 (키노시타 사토미)
- 브라운 거리 3번지 (마체리카 카테지나혼) : 하가 유이 (羽賀ゆい) 명의
- Orange Pocket PC판 (쿠로사키 에루) : 아오야마 유카리 (青山ゆかり) 명의
- 하신락 (오토와 요코) : 아오야마 유카리 (青山ゆかり) 명의
- 트리스티아 두근! 두근! 오퍼레이션 (라팔, 미라쥬)
- Maple Colors (스즈하라 소라) : 아오야마 유카리 (青山ゆかり) 명의
- 캐슬 판타지아 ~엘렌시아 전기~ 리뉴얼 (나가레 카시마) : 아오야마 유카리 (青山ゆかり) 명의
- 메구리, 히토히라 (카타츠바타 코리스) : 아오이 와키 (あおい和紀) 명의
- LOVERS ~사랑에 빠지면~ (타시로 미키)
- 학원 파라다이스! (코엔지 스미레, 후카미 치구사)
- Clover Heart's (아스카 린) : 아오야마 유카리 (青山ゆかり) 명의
- 설앵 (타치바나 사키) : 아오야마 유카리 (青山ゆかり) 명의
- 컬러풀BOX PC판 (야에가시 메이) : 아오야마 유카리 (青山ゆかり) 명의
- 레벨 저스티스 (魔将키리사) : 하가 유이 (羽賀ゆい) 명의
- 환린의 희장군2 ~인도된 혼의 계보~ (카리안, 실피아 루한스, 블랙 에우슈리)

2004년
- Remember11 -the age of infinity- (스즈카게 호토리)
- 마계천사 지브릴 (마나베 리카(성천사 지브릴)) : 아오야마 유카리 (青山ゆかり) 명의
- Orange Pocket -류트·콜넷- (쿠로사키 에루)
- 컬러풀BOX ~to Love~ PS2판 (야에가시 메이)
- 3days ~채워지는 시간의 저 멀리에서~ (아즈마 리카) : 아오야마 유카리 (青山ゆかり) 명의
- 둥지짓는 드래곤 (류미스페른) : 하가 유이 (羽賀ゆい) 명의
- 세리나 (스오 세리나) : 아오야마 유카리 (青山ゆかり) 명의
- 라무네 PC판 (나카사토 히카리) : 아오야마 유카리 (青山ゆかり) 명의
- 수월 -미심- (미야시로 카린)
- 사매인형 (미스 크라이포트) : 아오야마 유카리 (青山ゆかり) 명의
- 누나, 제대로 하자!2 (나가토 아이) : 아오야마 유카리 (青山ゆかり) 명의
- 소대희 ~대정음외 흡혈희담~ (히카미 와카바) : 아오야마 유카리 (青山ゆかり) 명의

2005년
- 블루 플로우 (히비키 이치몬지, 미리에타 파인, 루우 하이엔지, 시로세)
- 푸른 하늘의 네오스피아 Neosphere of The Deep-blue Sky (라팔, 미라쥬)
- 마계천사 지브릴  -episode2- (마나베 리카(성천사 지브릴)) : 아오야마 유카리 (青山ゆかり) 명의
- 귀신락 (오토와 요코, 床島霧)
- _summer PC판 (시마즈 와카나) : 아오야마 유카리 (青山ゆかり) 명의
- 이타다키 쟝가리안R (쿠마가이 아야코) : 아오야마 유카리 (青山ゆかり) 명의
- 라무네 ~유리병에 비치는 바다~ PS2판 (나카사토 히카리)
- 츠요키스 (쿠로가와 오토메) : 아오야마 유카리 (青山ゆかり) 명의
- Tick! Tack! (세이지) : 아오야마 유카리 (青山ゆかり) 명의
- 사춘기 (카미키 미아) : 아오야마 유카리 (青山ゆかり) 명의
- 댄싱 크레이지스 (블레이드) : 하가 유이 (羽賀ゆい) 명의
- 히메쇼! (시키시마 나코토) : 아오야마 유카리 (青山ゆかり) 명의
- FESTA!! -HYPER GIRLS POP- PC판 (시도 아야네) : 아오야마 유카리 (青山ゆかり) 명의
- 가냘픈 세계의 마지막에 (Ripple, 루리가키 미나토) : 아오야마 유카리 (青山ゆかり) 명의
- 데보의 둥지 (요코) : 아오야마 유카리 (青山ゆかり) 명의

2006년
- Imitation Lover (이치노세 쿄우) : 아오야마 유카리 (青山ゆかり) 명의
- 춘애*소녀~소녀의 정원에서 인사드립니다.~ (아리토 리루) : 아오야마 유카리 (青山ゆかり)명의
- 풀 하우스 키스2 (나카이즈미 미야코)
- Canvas DVD ~세피아 색의 모티브~ (사쿠라즈카 렌)
- Triptych (쟈쟈스) : 아오야마 유카리 (青山ゆかり) 명의
- 불행한 신 (코마가타 사토미) : 아오야마 유카리 (青山ゆかり) 명의
- Scarlett (니네트) : 아오야마 유카리 (青山ゆかり) 명의
- 히다마리 (쿠레바야시 야요이) : 아오야마 유카리 (青山ゆかり) 명의
- 위원장은 승인한다! ~It Is a Next CHOice~ (타카시로 린도) : 아오야마 유카리 (青山ゆかり) 명의
- 너와 사랑해서 연결되어 (야나기 나오) : 아오야마 유카리 (青山ゆかり) 명의
- FESTA!! -HYPER GIRLS PARTY- PS2판 (시도 아야네) : 아오야마 유카리 (青山ゆかり) 명의
- 블루 블래스터 (시나 프레트리아)
- _summer## PS2판 (시마즈 와카나)
- たまたま 〜となりの彼女は声優のたまご。たまたま生まれた恋のたまごが… (코사카 유키) : 아오야마 유카리 (青山ゆかり) 명의
- 깊은 산골짜기에 흐르는 노래 (레이라 트라비스, 블랙에우슈리) : 아오야마 유카리 (青山ゆかり) 명의
- Quartett! ~THE STAGE OF LOVE~ PS2판 (클라리사 프류겔)
- 메가츄! (파우나) : 아오야마 유카리 (青山ゆかり) 명의
- 오타쿠☆전속력으로 (요우도 레이하) : 아오야마 유카리 (青山ゆかり) 명의
- 파레드레느 (에클레르)
- 나츠바라 (히비노 카린) : 아오야마 유카리 (青山ゆかり) 명의
- Really? Really! (세이지) : 아오야마 유카리 (青山ゆかり) 명의
- 컬러풀 아쿠아 리움 (칸바야시 미우) : 아오야마 유카리 (青山ゆかり) 명의
- 아득히 우러러본, 아름다운 (미시마 쿄카) : 아오야마 유카리 (青山ゆかり) 명의
- 미니키스 츠요키스 팬 디스크 (쿠로가와 오토메) : 아오야마 유카리 (青山ゆかり) 명의
- 푸른하늘 마지카!! (요코) : 아오야마 유카리 (青山ゆかり) 명의

2007년
- 알페지오 ~너에대한 멜로디~ (후타가와 나루미) : 아오야마 유카리 (青山ゆかり) 명의
- 여름 멜로디 (타카무라 킷카) : 아오야마 유카리 (青山ゆかり) 명의
- 연희무쌍 ~두근☆소녀들의 삼국지 연의~ (가후) : 아오야마 유카리 (青山ゆかり) 명의
- 엠피 Maid promotion master (호무라 유키네) : 아오야마 유카리 (青山ゆかり) 명의
- 나츠메그 (시메이 미리) : 아오야마 유카리 (青山ゆかり) 명의
- 맛있는 마법을 거는 법 (리오 로즈 세레스타인) : 아오야마 유카리 (青山ゆかり) 명의
- 변덕스러운 무지개빛 사랑의 날씨는 비 (에린 기딜) : 아오야마 유카리 (青山ゆかり) 명의
- R.U.R.U.R ~루·루·루·루~ 이 이 때문에, 적어도 깨끗한 밤하늘을 (R-시로츠메구사D) : 아오야마 유카리 (青山ゆかり) 명의
- EXE (노미야 유우) : 아오야마 유카리 (青山ゆかり) 명의
- 레콘 키스터 (타무라 나나코) : 아오야마 유카리 (青山ゆかり) 명의
- HoneyComing (나카니시 카오루, 스메라기 료코) : 아오야마 유카리 (青山ゆかり) 명의
- 사랑하는 소녀와 수호의 방패 PC판 (카스가자키 유키노) : 아오야마 유카리 (青山ゆかり) 명의
- 왕적 (무스트) : 아오야마 유카리 (青山ゆかり) 명의
- 리리컬♪리릭 (쿠우) : 아오야마 유카리 (青山ゆかり) 명의
- 성스러운 신명-The Spirit of Eternity Sword 2- (나가미네 노조미, 파임 널스) : 아오야마 유카리 (青山ゆかり) 명의
- 무지개빛 알케 귤 Magic of alchemy (마미야 린코) : 아오야마 유카리 (青山ゆかり) 명의
- 캐러멜BOX 야루키바코2 에피소드V:의욕 고양이의 역습 (에린 기딜, Ripple) : 아오야마 유카리 (青山ゆかり) 명의
- 열대 저기압 소녀 PS2·PC 일반판 (카스가 요코)
- Aster (유즈키 사키, 사쿠라바 나오) : 아오야마 유카리 (青山ゆかり) 명의
- 그리고 내일의 세계에서 (이츠키 아오바) : 아오야마 유카리 (青山ゆかり) 명의
- 혁염의 인가노크 (루아하, 사라 센켄넬, 펄) : 아오야마 유카리 (青山ゆかり) 명의
- MagusTale ~세계수와 사랑하는 마법사~ (세라 피니스 빅토리아) : 아오야마 유카리 (青山ゆかり) 명의
- 인공소녀3 (V형) : 아오야마 유카리 (青山ゆかり) 명의
- 나기사의 (야규 아오이) : 아오야마 유카리 (青山ゆかり) 명의

2008년
- 판타지컬 (비네트) : 아오야마 유카리 (青山ゆかり) 명의
- 하레하레하렘 (아야노코우지 쿠즈하) : 아오야마 유카리 (青山ゆかり) 명의
- 노스트라다무스에게 물어봐♪ (센겐 사쿠야) : 아오야마 유카리 (青山ゆかり) 명의
- PrincessFrontier (레키) : 아오야마 유카리 (青山ゆかり) 명의
- 아사나기의 아쿠아 노츠 (에모토 유리코) : 아오야마 유카리 (青山ゆかり) 명의
- 카오스;헤드 (세이라 오르젤)
- 츠요키스 2학기 (쿠로가와 오토메) : 아오야마 유카리 (青山ゆかり) 명의
- 새벽의 아마네카와 푸른 거신 (토아라 라보아킨)
- 싸움 여신ZERO (루나 클리어, 블랙 에우슈리) : 아오야마 유카리 (青山ゆかり) 명의
- 마계천사 지브릴 -episode3- (마나베 리카(성천사 지브릴)) : 아오야마 유카리 (青山ゆかり) 명의
- 사랑하는 소녀와 수호의 방패 -The shield of AIGIS- PS2판 (카스가자키 유키노)
- 호시우타 (키노시타 미도리) : 아오야마 유카리 (青山ゆかり) 명의

2009년
- 분명 흐림없이 맑은 아침빛보다도 (쿠미가미 히요) : 아오야마 유카리 (青山ゆかり) 명의
- 츤인 그녀 데레인 그녀 (마나베 리나) : 아오야마 유카리 (青山ゆかり) 명의
- 마지스키 ~Marginal Skip~ (니스라이트 히스라바) : 아오야마 유카리 (青山ゆかり) 명의
- 사쿠라 사쿠라 (키리시마 사쿠라) : 아오야마 유카리 (青山ゆかり) 명의
- 진지하게 날 사랑해 (카와카미 카즈코) : 아오야마 유카리 (青山ゆかり) 명의
- 나츠유메나기사 (아오야마 츠카사) : 아오야마 유카리 (青山ゆかり) 명의
- Like a butler (미호시 사라사) : 아오야마 유카리 (青山ゆかり) 명의
- 꽃과 아가씨에게 축복을 (호죠 세이카): 아오야마 유카리(青山ゆかり) 명의
- SHUFFLE! Essence+ (세이지) : 아오야마 유카리(青山ゆかり) 명의
- 우리들에게 날개는 없다 (킷카와 아키라) : 아오야마 유카리(青山ゆかり) 명의
- 호시우타-Sratlight Serenade- (키노시타 미도리) : 아오야마 유카리 (青山ゆかり) 명의

2010년
- 사랑색 하늘모양 (미키 마치코) : 아오야마 유카리(青山ゆかり) 명의
- 카시마시 커뮤니케이션 (쿠로키 마도카) : 아오야마 유카리(青山ゆかり) 명의